# Ворота Фаэнцы
Порта а Фаэнца, или Ворота Фаэнцы (итал. Porta a Faenza) — памятник архитектуры, часть древней крепостной стены во Флоренции. Ворота находились в конце современной улицы Фаэнцы.
Название их происходит не от городка в Лацио, который находится в другом направлении, а от имени монахини Фаэнцы, подвизавшейся в местном монастыре.
Между 1534 и 1537 годами ворота были включены в центральную часть крепости Бассо, но не были снесены. Архитектор Антонио да Сангалло-младший сохранил их в структуре крепости. Реставрационные работы второй половины XX века обнаружили на внешней стороне стены мост, ведший через старое русла реки Муньоне, служившей рвом.